# 8312-es mellékút (Magyarország)
A 8312-es számú mellékút egy közel 7 kilométer hosszú, négy számjegyű mellékút Veszprém és Győr-Moson-Sopron vármegyék határvidékén; Szerecseny község egyetlen közúti megközelítési útvonala.

## Nyomvonala
A Veszprém vármegye Pápai járásához tartozó Gecse központjában ágazik ki a 8305-ös útból, annak 14+900-as kilométerszelvénye közelében, északkelet felé. Kezdeti szakasza az Arany János utca nevet viseli, nem sokkal később Jókai Mór utca lesz a neve. Alig 600 méter után elhagyja a falu lakott területeit, kevesebb mint másfél kilométer megtétele után pedig átlép Győr-Moson-Sopron vármegye, azon belül is a Téti járás és Szerecseny község területére. Mintegy 2,5 kilométer után éri el e község belterületét, ahol a Fő utca nevet veszi fel. A központban gyors egymásutánban két kisebb irányváltása is van, ezek közül az elsőnél ágazik ki belőle a Rákóczi utca, amely a Győr–Celldömölk-vasútvonal Szerecseny megállóhelyére vezet.
Mintegy 3,4 kilométer után ér újra külterületre, a 4. kilométere közelében pedig egy nagyobb irányváltással észak-északnyugati irányba fordul. 5,3 kilométer után megközelíti a vasút vágányait és eléri Gyömöre határszélét is, ott újra északkeletnek fordul és a határvonallal párhuzamosan folytatódik. Szinte ugyanott egy elágazása is van: ott torkollik bele a 83 314-es számú mellékút, Gyömöre vasútállomás és Gyömöre központja felől. Bő egy kilométer után, nagyjából 6,5 kilométer megtételét követően teljesen gyömörei külterületek közé érkezik, és úgy is ér véget, beletorkollva a 8306-os útba, annak a 17+800-as kilométerszelvénye közelében.
Teljes hossza, az országos közutak térképes nyilvántartását szolgáló kira.gov.hu adatbázisa szerint 6,777 kilométer.

## Települések az út mentén
- Gecse
- Szerecseny
- (Gyömöre)